# أرونا (إسبانيا)
بلدية أرونا (بالإسبانية: Arona) هي بلدية تقع في مقاطعة سانتا كروث دي تينيريفه التابعة لمنطقة جزر الكناري جنوب غرب إسبانيا.

## الديموغرافيا
بلغ عدد سكان بلدية أرونا 75.339 نسمة عام 2011 (وفقاً للمعهد الوطني للإحصاء الإسباني).
| 28.208 | 29.792 | 52.572 | 65.550 | 72.328 | 78.614 | 75.339 |

## أعلام
- إرنست ديجنر
- ساندرو